# Самарский государственный архитектурно-строительный университет
- 1930 г. Самарский строительный институт
- 1931 г. Самарский учебно-строительный комбинат
- 1932—1933 гг. Самарский строительный комбинат
- 1934 г. Самарский строительный институт
- 1935 г. Куйбышевский строительный институт (КуИСИ)
- 1936—1939 гг. Куйбышевский строительный институт им. А.И. Микояна
- 1940—1950 гг. Куйбышевский инженерно-строительный институт им. А.И. Микояна (КуИСИ им. А.И. Микояна
- 1951—1953 гг. Куйбышевский гидротехнический институт им. А.И. Микояна
- 1954—1980 гг. Куйбышевский инженерно-строительный институт им. А.И. Микояна
- 1981—1989 гг. Куйбышевский ордена «Знак Почёта» инженерно-строительный институт им. А.И. Микояна
- 1990г. Куйбышевский ордена «Знак Почёта» архитектурно-строительный институт
- 1991—1994 гг. Самарский ордена «Знак Почёта» архитектурно-строительный институт
- 1995—2003 гг. Самарская государственная архитектурно-строительная академия (СамГАСА)
- 2004—2016 гг. Самарский государственный архитектурно-строительный университет (СГАСУ)
- 2016—2017 гг. Архитектурно-строительный институт Самарского государственного технического университета (АСИ СамГТУ)
- 2017 г. — н. в. Академия строительства и архитектуры Самарского государственного технического университета (АСА СамГТУ)

Сама́рский госуда́рственный архитекту́рно-строи́тельный университе́т (СГАСУ; бывш. Сама́рская госуда́рственная архитекту́рно-строи́тельная акаде́мия (СамГАСА), а также Ку́йбышевский инжене́рно-строи́тельный институ́т (КуИСИ), ныне — Акаде́мия строи́тельства и архитекту́ры СамГТУ) — бывшее российское государственное высшее учебное заведение, располагавшееся в Самаре, и с 2016 года реорганизованное путём присоединения к СамГТУ в форме структурного подразделения — архитектурно-строительного института (АСИ СамГТУ), а в дальнейшем академии строительства и архитектуры (АСА СамГТУ).
В его состав входят 5 институтов (с 2003 до 2011 гг.), 10 факультетов и 2 филиала, 5 учебных, научно-технических и испытательных центров.

## История
Строительный институт был организован в 1930 г. постановлением Совета народных комиссаров СССР от 23 июля 1930 г. №211 и приказом Высшего совета народного хозяйства СССР от 9 августа 1930 г. №1798. Начать занятия было приказано с 1930/31 учебного года.
Первые 284 студента приступили к занятиям в вузе 25 октября 1930 года. В то время университет представлял собой учебно-строительный комбинат, в состав которого входили институт, два техникума и три рабфака. В первый год в вузе работали 3 профессора: заведующий кафедрой геодезии Петров И. Ф., перешедший из сельскохозяйственного института, заведующий кафедрой строительных материалов Певзнер Р. А. и профессор кафедры химии Родионов К. М., 7 доцентов и 16 других преподавателей.
К 1931 году в институте преподавало уже 44 преподавателя: 4 профессора, 12 доцентов.
Изначально институт готовил только инженеров по специальности «Промышленное и гражданское строительство». В 1932 году было образовано 2 факультета: строительный и санитарно-технический, а также образована учебно-издательская коллегия. Институт непрерывно развивался, в 1939 году на кафедрах работало уже 4 профессора, 5 доцентов, 17 и. о. доцента, 21 ассистент и 6 преподавателей. Даже во время Великой Отечественной войны работа института не прекращалась.
В 1936 г. Куйбышевскому строительному институту было присвоено имя народного комиссара пищевой промышленности СССР Микояна А. И.
После войны стране понадобились специалисты-гидротехники, в 1951 году институт был реорганизован в гидротехнический. Когда же в 1955 году строительство Куйбышевской ГЭС закончилось, институт снова реорганизовался в инженерно-строительный.
В 1981 г. Куйбышевский инженерно-строительный институт им. А.И. Микояна на основании указа Президиума Верховного Совета СССР от 29 января 1981 г. награждён орденом «Знак Почёта».

### История переименований
В апреле 1990 года институт был переименован в архитектурно-строительным, а с февраля 1995 года реорганизован в государственное образовательное учреждение высшего профессионального образования «Самарская государственная архитектурно-строительная академия» (СамГАСА).
В 2004 году Самарской государственной архитектурно-строительной академии был присвоен статус университета (СГАСУ), полное наименование университета с учётом организационно-правовой формы стало звучать следующим образом: федеральное государственное бюджетное образовательное учреждение высшего профессионального образования «Самарский государственный архитектурно-строительный университет». С 2015 г. официальное наименование звучало: федеральное государственное бюджетное образовательное учреждение высшего образования «Самарский государственный архитектурно-строительный университет».

### Реорганизация
26 октября 2015 г. учёный совет СГАСУ проголосовал за объединение с СамГТУ. В соответствии с приказом Минобрнауки России от 30 декабря 2015 г. №1560 «О реорганизации федерального государственного бюджетного образовательного учреждения высшего образования „Самарский государственный технический университет“ и федерального государственного бюджетного образовательного учреждения высшего образования „Самарский государственный архитектурно-строительный университет“» с 1 сентября 2016 г. СГАСУ был присоединён к СамГТУ в форме структурного подразделения.
Изначально структурное подразделение, в форме которого СГАСУ был присоединён к СамГТУ, называлось архитектурно-строительный институт (АСИ СамГТУ), однако в дальнейшем АСИ был реорганизован в академию строительства и архитектуры (АСА СамГТУ). Причём изначально АСИ должен был быть полностью ликвидирован с 1 ноября 2017 г., а факультеты, находящиеся в его структуре, выведены из его структуры в качестве самостоятельных структурных подразделений СамГТУ (приказ ректора СамГТУ от 3 июля 2017 г. «О внесении изменений в структуру СамГТУ»), однако в дальнейшем под давлением общественности и профессионального сообщества приказ был отменён, и было принято новое решение о реорганизации АСИ в академию строительства и архитектуры (АСА) которая объединит факультеты бывшего СГАСУ (решение Учёного совета от 30.08.2017 №1).

## Структура

### Факультеты
Преподавание в университете осуществляется в очной форме на следующих факультетах:
- Факультет промышленного и гражданского строительства (ФПГС)
- Строительно-технологический факультет (СТФ)
- Факультет инженерных систем и природоохранного строительства (ФИСПОС)
- Инженерно-экономический факультет (ИЭФ), в дальнейшем факультет экономики и управления в строительстве и городском хозяйстве (ФЭУСиГХ), ликвидирован
- Факультет информационных систем и технологий (ФИСТ), ликвидирован
- Архитектурный факультет (АФ), переименован в факультет архитектуры и дизайна (ФАД) (решение Учёного совета от 30.04.2021 №9)
- Факультет дизайна (ФД), присоединён к архитектурному факультету (решение Учёного совета от 30.04.2021 №9)
- Заочный факультет (ЗФ), реорганизован
- Факультет среднего профессионального образования (ФСПО), реорганизован в колледж СамГТУ (решение Учёного совета от 31.08.2018 №1)
- Факультет довузовской подготовки (ФДП), ликвидирован (решение Учёного совета от 24.11.2017 №4)
- Факультет развития профессиональных коммуникаций в строительстве и ЖКХ (ФРПКС), переименован в центр развития профессиональных квалификаций в строительстве и ЖКХ и введён в структуру ИДО СамГТУ (решение Учёного совета от 29.09.2017 №2)
- Общеобразовательный архитектурно-строительный лицей, реорганизован

### Кафедры[9]
Наименования кафедр даны на момент присоединения СГАСУ к СамГТУ. Жирным шрифтом выделены действовавшие на момент присоединения кафедры, курсивом — ликвидированные или реорганизованные кафедры.

#### Кафедры факультета промышленного и гражданского строительства (ФПГС)
- кафедра Инженерной геологии, оснований и фундаментов (ИГОФ), с 01.09.2020 присоединена к кафедре строительной механики и сопротивления материалов (решение Учёного совета от 24.04.2020 №11)
- кафедра Металлических и деревянных конструкций (МДК)
- кафедра Строительной механики и сопротивления материалов (СМиСМ) — заведующий кафедрой, доктор технических наук, профессор Сеницкий Юрий Эдуардович, переименована в кафедру строительной механики, инженерной геологии, оснований и фундаментов (СМИГОФ) (решение Учёного совета от 26.06.2020 №13)
- кафедра Строительных конструкций (СК),  переименована в кафедру железобетонных конструкций (ЖБК) (решение Учёного совета от 26.06.2020 №13)
- кафедра Технологии и организации строительного производства (ТОСП)

#### Кафедры строительно-технологического факультета (СТФ)
- кафедра Автомобильных дорог и геодезического сопровождения строительства (АДиГСС), переведена из СТФ в ФПГС (решение Учёного совета от 26.10.2018 №3)
- кафедра Механизации, автоматизации и энергосбережения в строительстве (МАЭС)
- кафедра Производства строительных материалов и конструкций (ПСМиК)
- кафедра Стоимостного инжиниринга и технической экспертизы зданий и сооружений (СИТЭ)

#### Кафедры факультета инженерных систем и природоохранного строительства (ФИСПОС)
- кафедра Водоснабжения и водоотведения (ВВ)
- кафедра Высшей математики (ВМ),  переведена из ФИСПОС в ИАИТ СамГТУ (решение Учёного совета от 30.08.2017 №1)
- кафедра Лингвистики, межкультурной коммуникации и русского как иностранного (ЛМКиРкИ) — заведующий кафедрой, доктор филологических наук, профессор Вышкин Ефим Григорьевич, переведена из ФИСПОС в ИСГНиТ (в дальнейшем переименованном в ИИЭиГО) СамГТУ (решение Учёного совета от 30.08.2017 №1), с 01.09.2020 переименована в кафедру педагогики, межкультурной коммуникации и русского как иностранного (решение Учёного совета от 24.04.2020 №11)
- кафедра Общей и прикладной физики и химии (ОПФХ), присоединена к кафедре общей физики и физики нефтегазового производства, одновременно с этим переименованной в кафедру общей физики, геологии и физики нефтегазового производства СамГТУ (решение Учёного совета от 26.10.2018 №3), переименована в кафедру геологии и физических процессов нефтегазового производства (решение Учёного совета от 25.06.2021 №11)
- кафедра Природоохранного и гидротехнического строительства (ПГТС)
- кафедра Теплогазоснабжения и вентиляции (ТГВ)
- кафедра Физического воспитания (ФВ), присоединена к кафедре физического воспитания и спорта СамГТУ (решение Учёного совета от 30.08.2017 №1)
- кафедра Безопасности жизнедеятельности и охраны окружающей среды (БЖДиООС), реорганизована

#### Кафедры факультета информационных систем и технология (ФИСТ)
- кафедра Прикладной математики и вычислительной техники (ПМиВТ) — заведующий кафедрой, доктор технических наук (2001)[10], профессор (1995)[10] Пиявский Семён Авраамович, в дальнейшем преобразована в межвузовскую кафедру инновационных и развивающих образовательных систем и технологий (ИРОСТ) (вне каких-либо институтов или факультетов), введена в ИАИТ (решение Учёного совета от 27.04.2018 №9), присоединена к кафедре информационных технологий ИАИТ СамГТУ (решение Учёного совета от 30.04.2021 №9)

#### Кафедры факультета экономики и управления в строительстве и городском хозяйстве (ФЭУСиГХ)
- кафедра Социально-гуманитарных наук (СГН), переведена из ФЭУСиГХ в ИСГНиТ (в дальнейшем переименованном в ИИЭиГО) СамГТУ и переименована в кафедру философии (решение Учёного совета от 30.08.2017 №1)
- кафедра Экономики строительства и недвижимости (ЭСН), реорганизована
- кафедра Управления городским хозяйством и строительством (УГХиС), переведена из ФЭУСиГХ в ФИСПОС (решение Учёного совета от 30.08.2017 №1), присоединена к кафедре СИТЭ (решение Учёного совета от 24.11.2017 №4)

#### Кафедры архитектурного факультета (АФ)
- кафедра Градостроительства (ГРАДО) — заведующая кафедрой, доктор архитектуры, профессор, академик РААСН, член САР Ахмедова Елена Александровна
- кафедра Архитектуры — заведующий кафедрой, кандидат архитектуры, профессор, член-корреспондент РААСН, член САР Самогоров Виталий Александрович
- кафедра Архитектуры жилых и общественных зданий (АЖОЗ) — заведующий кафедрой, кандидат архитектуры, профессор, советник РААСН, член САР Генералов Виктор Павлович
- кафедра Реконструкции и реставрации архитектурного наследия (РиРАН) — заведующая кафедрой, доктор архитектуры, доцент, член САР Вавилонская Татьяна Владимировна
- кафедра Архитектурно-строительной графики и изобразительного искусства (АСГиИИ), образованная путём объединения кафедры НГиИГ и кафедры РЖС — заведующий кафедрой, кандидат архитектуры, доцент Колесников Сергей Анатольевич
- кафедра Урбанистики, организованная в 2001 г. и ликвидированная в 2013 г. — заведующая кафедрой, доктор архитектуры, профессор, член САР Ребайн Татьяна Яновна
- кафедра Начертательной геометрии и инженерной графики (НГиИГ) — заведующий кафедрой, кандидат технических наук, профессор Симонов Виктор Александрович
- кафедра Рисунка, живописи и скульптуры (РЖС) — заведующий кафедрой, профессор, член СХР Фёдоров Станислав Васильевич

#### Кафедры факультета дизайна (ФД)
- кафедра Дизайна — заведующая кафедрой, доктор архитектуры, профессор, советник РААСН, член САР Каракова Татьяна Владимировна
- кафедра Инновационного проектирования (ИП) — и. о. заведующего кафедрой, кандидат архитектуры, член СДР Раков Антон Петрович (с 2021; до 2021 — доктор архитектуры, профессор, член САР Малахов Сергей Алексеевич)
- кафедра Технологии сервиса и дизайна (ТСД) — заведующая кафедрой, кандидат технических наук, доцент, член СДР Афанасьева Наталья Валериевна, заместитель заведующей кафедрой, доцент, член СДР, ТСХР Малыгина Елена Анатольевна

### Институты
В период с 2003 по 2011 годы структура СГАСУ включала в себя в качестве структурных подразделений 5 институтов:
- Строительный институт — факультет промышленного и гражданского строительства (ФПГС), факультет транспортного и городского строительства (ФТГС), строительно-технологический факультет (СТФ)
- Институт экологии и систем инженерного жизнеобеспечения (ЭиСИЖ) — факультет инженерных систем и природоохранного строительства (ФИСПОС)
- Институт экономики и управления (ЭиУ) — инженерно-экономический факультет (ИЭФ), заочный экономический факультет
- Институт архитектуры и дизайна (АиД) — архитектурный факультет (АФ), факультет дизайна (ФД)
- Институт довузовской подготовки (ИДО)

В 2011 году структура университета была реорганизована путём упразднения институтов и возвращения к факультетам как самостоятельным структурным подразделениям.

### Филиалы
- Филиал в г. Белебее Республики Башкортостан (создан приказом Минобразования России от 09.01.1998 №27), адрес: Республика Башкортостан, г. Белебей, ул. Советская, д. 11, ныне существует в виде филиала СамГТУ в г. Белебее Республики Башкортостан
- Филиал в г. Похвистнево Самарской области (создан приказом Минобразования России от 08.08.2001 №2914), адрес: Самарская обл., г. Похвистнево, ул. Кооперативная, д. 148А, ныне ликвидирован

## Диссертационные советы
На базе СГАСУ в разное время действовало несколько советов по защите диссертаций на соискание учёной степени кандидата наук, на соискание учёной степени доктора наук.

### Диссертационный совет Д 212.213.01
Диссертационный совет Д 212.213.01 с 1990 по 2007 годы возглавлял доктор технических наук (1986), профессор, член-корреспондент РААСН (1992), заслуженный деятель науки Российской Федерации (2007), почётный строитель России Мурашкин Геннадий Васильевич, с 1982 по 2013 годы бывший заведующим кафедрой железобетонных и каменных конструкций КуИСИ—СГАСУ. За время существования совета в нём защитилось порядка 65 кандидатов и докторов наук.
| Шифр совета                | Председатель совета                                                                        | Заместители председателя совета | Учёный секретарь совета (учёные секретари указаны для разных лет) | Научные специальности |
| -------------------------- | ------------------------------------------------------------------------------------------ | ------------------------------- | --- | --- |
| Д 212.213.01 (К 064.55.01) | Мурашкин Геннадий Васильевич, доктор технических наук, профессор, член-корреспондент РААСН | Неизвестно                      | Коренькова Софья Фёдоровна, доктор технических наук, профессор (точно в 2000—2005 годах, требует уточнения начало и окончание срока полномочий) Алпатов Вадим Юрьевич, кандидат технических наук, доцент (точно в 2010—2012 годах, требует уточнения начало и окончание срока полномочий) | 05.23.01 — Строительные конструкции, здания и сооружения 05.23.05 — Строительные материалы и изделия 05.23.17 — Строительная механика |

### Диссертационный совет Д 212.213.02
Деятельность диссертационного совета была прекращена на основании приказа Минобрнауки России от 14 октября 2016 г. №1258/нк.
| Шифр совета  | Председатель совета                                              | Заместители председателя совета                                                                                             | Учёный секретарь совета                                         | Научные специальности |
| ------------ | ---------------------------------------------------------------- | --- | --------------------------------------------------------------- | --- |
| Д 212.213.02 | Бальзанников Михаил Иванович, доктор технических наук, профессор | Попов Валерий Георгиевич, доктор технических наук, профессор Стрелков Александр Кузьмич, доктор технических наук, профессор | Михасек Андрей Александрович, кандидат технических наук, доцент | 05.23.04 — Водоснабжение, канализация, строительные системы охраны водных ресурсов 05.23.07 — Гидротехническое строительство |

### Диссертационный совет КР 212.213.22
| Шифр совета   | Председатель совета | Заместитель председателя совета | Учёный секретарь совета                                     | Научные специальности                                                                                  |
| ------------- | ------------------- | ------------------------------- | ----------------------------------------------------------- | --- |
| КР 212.213.22 | Неизвестно          | Неизвестно                      | Атанов Николай Андреевич, кандидат технических наук, доцент | 03.00.16 — Экология 05.23.04 — Водоснабжение, канализация, строительные системы охраны водных ресурсов |

## Руководство (ректоры)

### Ректоры университета
- 15.08.1930—19.09.1930 — Вердеревский Сергей Дмитриевич (24.06.1893—?)[15]
- 19.09.1930—11.10.1931 — Лебедев Фёдор Николаевич[15]
- 11.10.1931—04.12.1931 — Колмаков Андрей Александрович, преподаватель кафедры социально-экономических наук[15]
- 04.12.1931—03.02.1932 — Немытых Георгий Иванович (1888—?), преподаватель кафедры социально-экономических наук, а затем кафедры философии[15]
- 17.09.1932—27.10.1933 — Родионов Павел Андреевич[15]
- 27.10.1933—26.12.1934 — Циунель Николай Антонович (1897—?)[15]
- 26.12.1934—29.10.1937 — Кузьминых Иван Алексеевич (11.08.1902—18.01.1970)[15]
- 29.10.1937—16.02.1949 — Крузэ Виктор Арсеньевич (07.04.1895—1976)[15]
- 07.04.1949—20.08.1953 — Дубовицкий Василий Фёдорович (1910—?), кандидат технических наук, доцент, заведующий кафедрой теплотехники[15]
- 20.08.1953—30.05.1968 — Денисов Орест Григорьевич (1909—1974), кандидат технических наук[16], доцент, заведующий кафедрой оснований и фундаментов[15]
- 30.05.1968—14.09.1976 — Корякин Владимир Петрович (1928—31.10.2004), кандидат технических наук[17], доцент кафедры ИСАПП, а затем кафедры архитектурно-строительных конструкций[15]
- 14.09.1976—03.01.1980 — Ковалёв Владимир Васильевич (1926—?), кандидат технических наук, заведующий кафедрой ИСАПП[15]
- 30.01.1980—30.11.2002 — Шабанов Всеволод Александрович (род. 28.10.1937), кандидат технических наук (1970)[18], профессор (1989), член-корреспондент РААСН[19], заведующий кафедрой ПГТС[15]
- 01.11.2002—31.08.2016 — Бальзанников Михаил Иванович (род. 09.12.1956), доктор технических наук (1997)[20], профессор (1998), советник РААСН[21], заведующий кафедрой ПГТС[15]

### Директора института/академии в структуре СамГТУ
- 01.09.2016—26.10.2017 — Бальзанников Михаил Иванович (род. 09.12.1956), доктор технических наук (1997)[20], профессор (1998), советник РААСН[21]
- 27.10.2017 — н. в. — Шувалов Михаил Владимирович, кандидат технических наук (1989), доцент (1997), советник РААСН[21]

27 октября 2017 г. на заседании учёного совета СамГТУ директором академии строительства и архитектуры был избран декан ФИСПОС, кандидат технических наук, доцент, советник РААСН Шувалов Михаил Владимирович (решение Учёного совета от 27.10.2017 №3), чья кандидатура была выдвинута кафедрами строительной механики и сопротивления материалов (СМиСМ), водоснабжения и водоотведения (ВВ), высшей математики (ВМ), социально-гуманитарных наук (СГН), архитектурно-строительной графики и изобразительного искусства (АСГиИИ), теплогазоснабжения и вентиляции (ТГВ), реконструкции и реставрации архитектурного наследия (РиРАН), стоимостного инжиниринга и технической экспертизы зданий и сооружений (СИТЭ), управления городским хозяйством и строительством (УГХиС), а также деканом ФПГС, кандидатом технических наук Пищулёвым Александром Анатольевичем.

## Издательская деятельность

### Газета «За строительные кадры»
С 1932 года Самарским строительным комбинатом издавалась газета «Овладеть техникой». С 1936 года название газеты изменилось на «За овладение техникой», а с 1940 года — на «За Сталинские кадры». С 1958 по май 2017 года ежемесячная газета издавалась под названием «За строительные кадры».

#### Редакторы газеты «За строительные кадры»
- Белова Т.И.[23]
- Решин И.Л.[23]
- Осадчий О.М.[23]
- Миронова Т.М.[23]
- 1981—? — Мордасова Ирина Григорьевна, член СЖР (с 1972), дочь журналиста, литературного критика, писателя Тертышника Г.А.[23]
- ?—05.2017 — Пархачева Татьяна[24]

### Журнал «Вестник СГАСУ. Градостроительство и архитектура»
С 2011 года по настоящее время издаётся журнал «Вестник СГАСУ. Градостроительство и архитектура», с 2015 года включённый в перечень ВАК по ряду научных специальностей, а с 2016 года переименованный в «Градостроительство и архитектура».

#### Научные специальности и отрасли наук, по которым журнал включён в Перечень ВАК
Научные специальности и отрасли наук приведены по состоянию на 20 декабря 2022 года. В декабре 2022 года журнал был распределён в категорию К1.
- 2.1.1. Строительные конструкции, здания и сооружения (технические науки)
- 2.1.3. Теплоснабжение, вентиляция, кондиционирование воздуха, газоснабжение и освещение (технические науки)
- 2.1.4. Водоснабжение, канализация, строительные системы охраны водных ресурсов (технические науки)
- 2.1.5. Строительные материалы и изделия (технические науки)
- 2.1.7. Технология и организация строительства (технические науки)
- 2.1.10. Экологическая безопасность строительства и городского хозяйства (технические науки)
- 2.1.11. Теория и история архитектуры, реставрация и реконструкция историко-архитектурного наследия (архитектура)
- 2.1.12. Архитектура зданий и сооружений. Творческие концепции архитектурной деятельности (архитектура)
- 2.1.13. Градостроительство, планировка сельских населенных пунктов (архитектура)

## Кампус

### Учебные корпуса
- корпус №1 (старый), ул. Молодогвардейская, д. 194 / ул. Ульяновская, д. 4, входит в Единый государственный реестр объектов культурного наследия (ЕГРОКН) под названием «Коммерческое училище» (строительство 1906 год, перестройка 1933—1937 годов по проекту архитектора Мошковой Марии Георгиевны[27]) как памятник градостроительства и архитектуры регионального значения (рег. №631711292080005[27], принят на охрану приказом Управления государственной охраны объектов культурного наследия (УГООКН) Самарской области от 05.07.2017 №90[27], предмет охраны утверждён приказом УГООКН Самарской области от 23.07.2018 №66)
- корпус №2 (новый), ул. Молодогвардейская, д. 194 / ул. Чапаевская, д. 223
- корпус №3 («свечка»), ул. Чапаевская, д. 225
- корпус №4 (кафедра ТГВ), ул. Самарская, д. 170

### Дом физкультуры
- дом физкультуры, ул. Ново-Садовая, д. 16

### Общежития
- общежитие №3, ул. Ленинградская, д. 76 / ул. Самарская, д. 61, входит в ЕГРОКН под названием «Усадьба купчихи М. М. Дьяковой» (строительство 1898—1902 годы, надстройка 1930 года) как ансамбль градостроительства и архитектуры регионального значения (рег. №631721291840005, принят на охрану постановлением ПСО от 29.12.2014 №853, границы территории утверждены приказом УГООКН от 26.04.2022 №80)[28]

- Корпус №1 Академии строительства и архитектуры (№11 СамГТУ), июль 2023 года
- Корпус №2 Академии строительства и архитектуры (№12 СамГТУ), июль 2023 года
- Корпус №3 Академии строительства и архитектуры (№13 СамГТУ), июль 2023 года
- Общежитие №3 Академии строительства и архитектуры, июль 2023 года

## Известные выпускники и сотрудники
- Арбузова, Татьяна Борисовна — доктор технических наук, профессор, член-корреспондент РААСН, заслуженный деятель науки РФ
- Ахмедова, Елена Александровна — доктор архитектуры, профессор, академик РААСН, член САР
- Бальзанников, Михаил Иванович — доктор технических наук, профессор, советник РААСН, заслуженный работник высшей школы РФ
- Басс, Анетта Яковлевна — заслуженный работник культуры РСФСР
- Виншу, Игорь Александрович — кандидат архитектуры, профессор, советник РААСН, член САР
- Волкодавов, Виктор Филиппович — доктор физико-математических наук, профессор, заслуженный деятель науки РФ
- Генералов, Виктор Павлович — кандидат архитектуры, профессор, советник РААСН, член САР
- Генералова, Елена Михайловна — доктор архитектуры, доцент, советник РААСН, член САР
- Данилова, Элина Викторовна — кандидат архитектуры, доцент, советник РААСН
- Каракова, Татьяна Владимировна — доктор архитектуры, профессор, советник РААСН, член САР
- Каркарьян, Ваган Гайкович — член-корреспондент РААСН, заслуженный архитектор РСФСР, член САР
- Лычев, Александр Сергеевич — доктор технических наук, профессор, заслуженный работник высшей школы РФ
- Михелькевич, Валентин Николаевич — доктор технических наук, профессор
- Моргун, Алексей Григорьевич — заслуженный архитектор РСФСР, член САР
- Мурашкин, Геннадий Васильевич — доктор технических наук, профессор, член-корреспондент РААСН, заслуженный деятель науки РФ
- Новопашин, Андрей Александрович — доктор технических наук, профессор, почётный член РААСН, заслуженный работник высшей школы РФ
- Пастушенко, Валентин Леонидович — профессор, член-корреспондент РААСН, член САР
- Прицкер, Игорь Аркадьевич — член САР
- Радомский, Владимир Маркович — кандидат технических наук, доцент, заслуженный изобретатель РФ
- Ребайн, Татьяна Яновна — доктор архитектуры, профессор, член САР; дочь архитектора Яна Ребайна
- Самогоров, Виталий Александрович — кандидат архитектуры, профессор, член-корреспондент РААСН, член САР
- Сеницкий, Юрий Эдуардович — доктор технических наук, профессор, заслуженный деятель науки РФ
- Стрелков, Александр Кузьмич — доктор технических наук, профессор, советник РААСН, заслуженный работник высшей школы РФ
- Фёдоров, Станислав Васильевич — почётный член РАХ, заслуженный художник РФ, член СХР
- Холопов, Игорь Серафимович — доктор технических наук, профессор, заслуженный работник высшей школы РФ
- Чумаченко, Наталья Генриховна — доктор технических наук, профессор, советник РААСН
- Шабанов, Всеволод Александрович — кандидат технических наук, профессор, член-корреспондент РААСН
- Шапиро, Олег Аркадьевич — кандидат архитектуры, почётный член РАХ
- Шляхин, Дмитрий Аверкиевич — доктор технических наук, доцент, советник РААСН